# Guma guar (skupina)

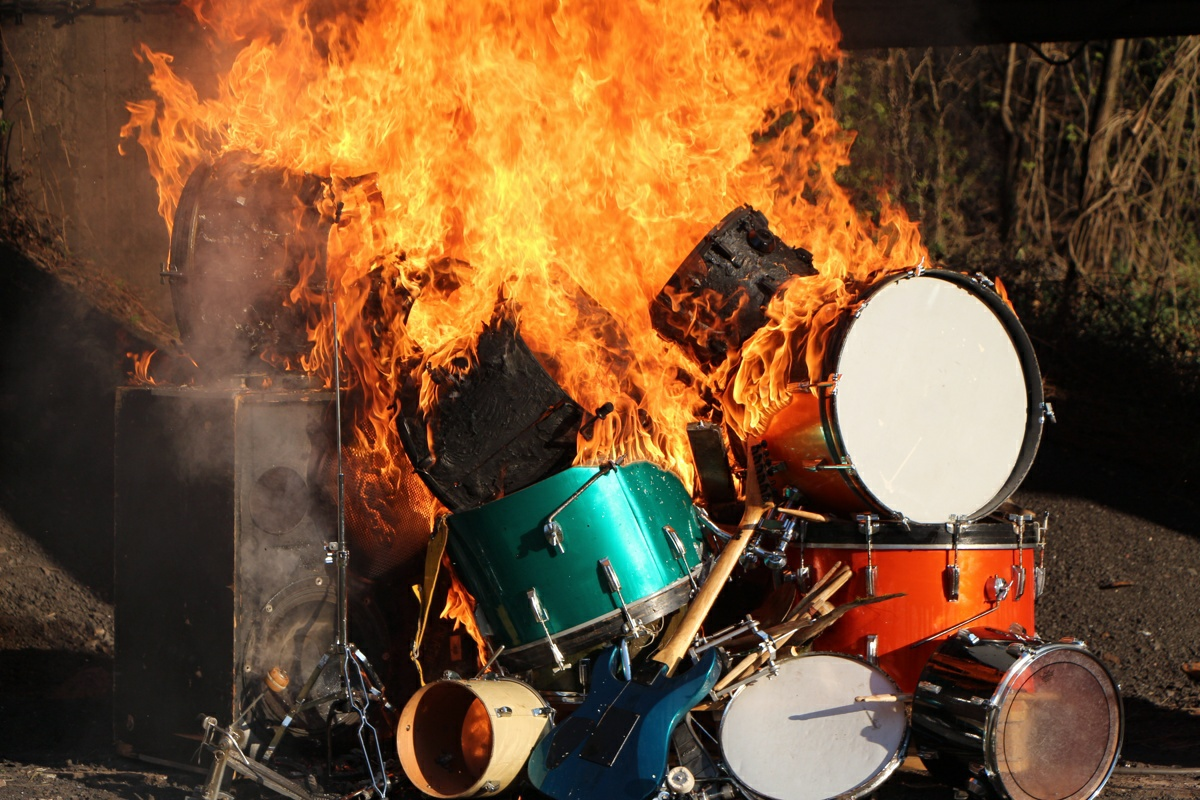
Guma Guar - War on Music, 2015

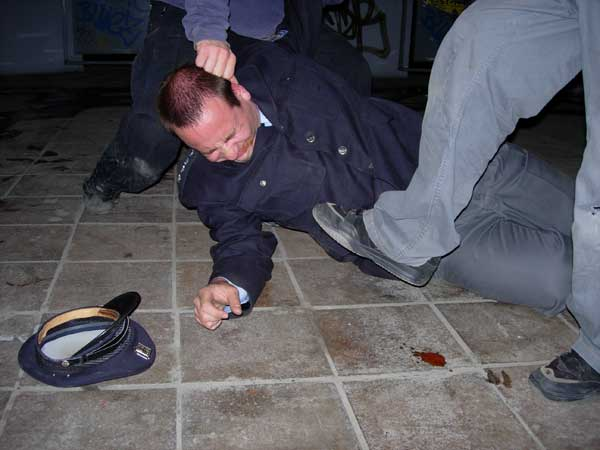
Guma Guar - Kapitán, 2008

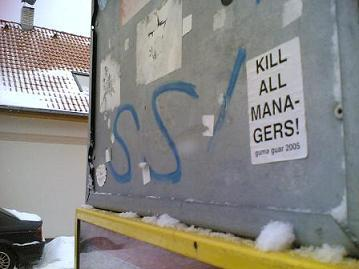
Nálepková kampaň umělecké skupiny Guma Guar

Guma guar (GROUPE GUMA GUAR) je umělecko-aktivistická skupina působící v Praze. Od svého založení v roce 2003 se zabývá kritikou systému a ironizováním mediálního světa. Účastní se ilegálních freeparties, a také se věnuje streetartu. V roce 2008 měla skupina v Praze řadu výstav. Například výstavu s názvem Meze tolerance, která se stavěla proti zákazu Komunistického svazu mládeže, která vyvolala bouřlivé diskuse a byla zničena vandaly. Nebo také výstavu Milan Knížák: Podivný Kelt, která silně kritizovala působení Milana Knížáka v čele Národní galerie v Praze. V roce 2008 skupina také vystavovala v Praze na nábřeží Vltavy v rámci projektu Galerie Artwall sérii billboardů kritizujících hospodaření pražské radnice. Výstava byla neznámým pachatelem poničena a Galerie Artwall byla záhy zrušena z rozhodnutí pražského magistrátu, což se stalo jedním z příkladů polistopadové cenzury.[zdroj?]

## Členové skupiny
- Richard Bakeš
- Milan Mikuláštík
- Daniel Vlček
- Michaela Pixová

## Výběr skupinových výstav
- Muzeum současného umění v Bukurešti
- Uměleckoprůmyslové muzeum ve Vídni
- Prague biennale 2
- Galerie Home Praha

## Výběr samostatných výstav
- galerie U mloka Olomouc (2003)
- galerie AM180 Praha (2003)
- Galerie Jelení Praha (2003)
- Futura Praha (2007)
- Galerie hlavního města Prahy (2008)
- Artwall gallery Praha (2008)
- Futura Praha (2008)
- galerie G99 Brno (2009)